# Cristian Savani
Cristian Savani (Castiglione delle Stiviere, Italië, 22 februari 1982) is een Italiaans volleybalspeler. Hij is 1 meter 96 lang en speelt als loper en passer.
Savani debuteerde in 2001 op 19-jarige leeftijd voor het nationale team van Italië. Samen met dit team werden ze Europees kampioen in 2003 en 2005.